# 匙吻鯨屬

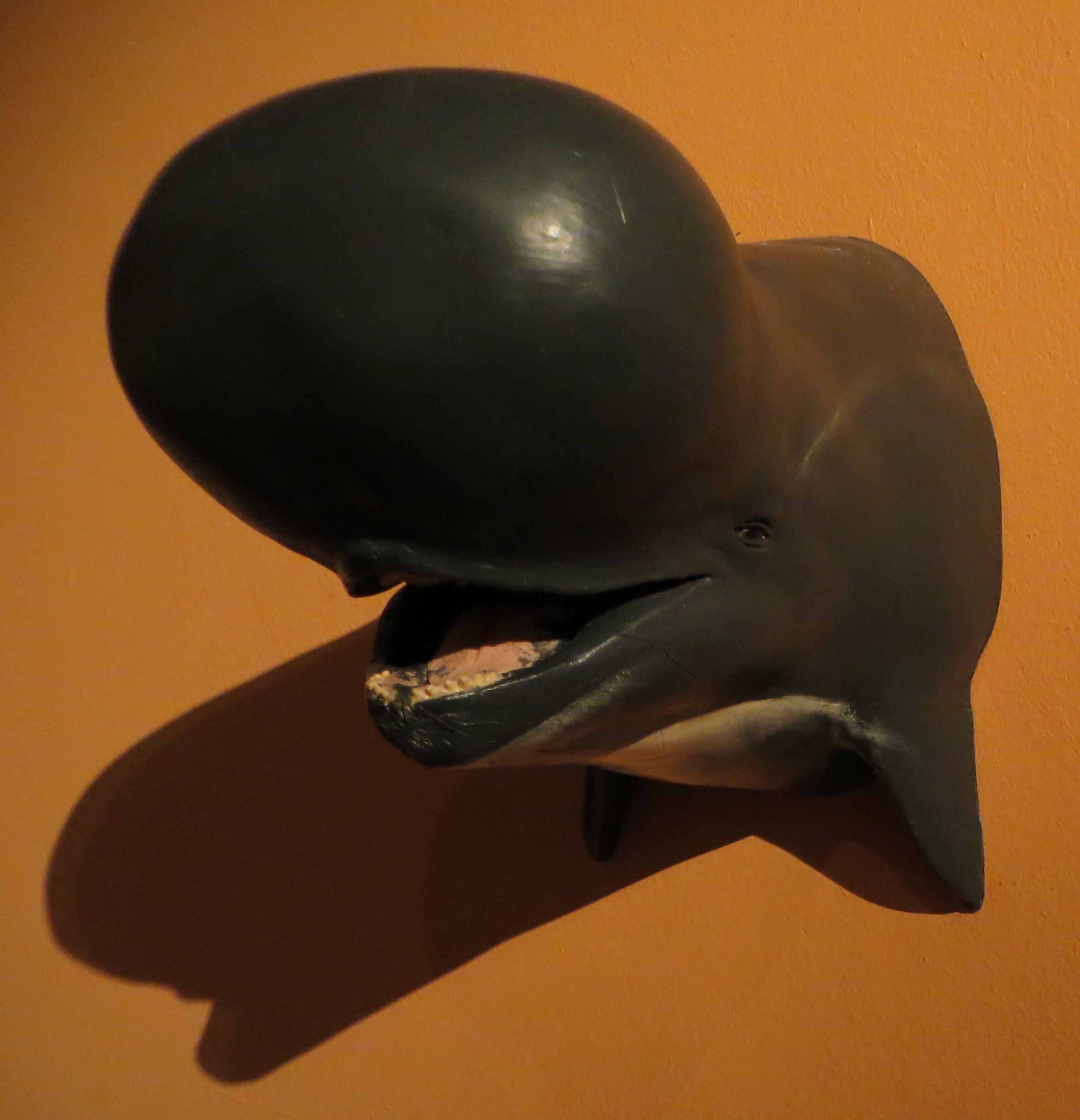
頭部復原模型

霍克曼匙吻鯨是一種已滅絕的齒鯨，目前僅有發現一具標本（編號 NMR-9991-00005362），包含了部分的吻突、上頜骨、前上頜骨及犁骨。化石是於2008年由荷蘭漁民艾伯特·霍克曼在北海上撈捕到，並於2010年由克拉斯·波斯特（Klaas Post）及歐文·科姆潘吉（Erwin J.O. Kompanje）發表命名。匙吻鯨最顯著的特徵在於其吻突上具有膨大如氣球的構造，牠們生存於上新世中期至更新世早期。